# 24丁目バンド
24丁目バンド（The 24th Street Band）は、アメリカ合衆国のバンド。録音スタジオにてセッションで活動するミュージシャンが集まり結成し、ニューヨークを拠点に活動していた。主にフュージョン、クロスオーバーといったジャンルで括られる。1979年にファースト・アルバムを発表。日本での人気が高く、アルバムも日本から発売された作品ばかりであった。

## メンバー
- ハイラム・ブロック (Hiram Bullock) - ギター
- クリフォード・カーター (Clifford Carter) - キーボード
- ウィル・リー (Will Lee) - ベース
- スティーヴ・ジョーダン (Steve Jordan) - ドラム

### サポート・メンバー
- サミー・フィゲロア (Sammy Figueroa) - パーカッション（ファースト&セカンド・アルバムに参加）
- マーク・イーガン (Mark Egan) - ベース（一時期参加）

## ディスコグラフィ

### アルバム
- 『24thストリート・バンド』 - The 24th. Street Band (1979年、Denon) ※ニューヨークのSound Ideas Studioにて録音。
- 『マンハッタンの夢』 - Share Your Dreams (1980年、Better Days) ※ニューヨークのSecret Sound Studioにて録音。
- 『BO KU TA CHI』 - Bokutachi (1981年、Better Days) ※1981年1月14日・日比谷公会堂、1月17日・東京郵便貯金会館のライブ音源を収録。

### コラボレーション・アルバム
- 郷ひろみ 演奏・24丁目バンド : 『スーパー・ドライブ』 - Super Drive (1979年)
- フェリックス・キャヴァリエ : 『キャッスル・イン・ジ・エアー』 - Castles In The Air (1979年)